# (346721) Panchengdong
(346721) Panchengdong ist ein Asteroid, der sich im mittleren Hauptgürtel befindet. Der Himmelskörper wurde am 14. Januar 2009 am Observatorium der Shandong-Universität entdeckt. Das Observatorium war 2007 gebaut worden und befindet sich am Standort der Universität in Weihai (IAU-Code D39). Sichtungen des Asteroiden hatte es vorher schon am 14. Dezember 2004 im Rahmen des Catalina Sky Surveys unter der vorläufigen Bezeichnung 2004 XP121 gegeben.
(346721) Panchengdong wurde am 4. November 2024 nach dem chinesischen Analytischen Zahlentheoretiker Pan Chengdong (1934–1997) benannt. In der Widmung zur Benennung besonders hervorgehoben wurden zum Beispiel seine Beiträge zur Goldbachschen Vermutung.